# Catharina Elmsäter-Svärd

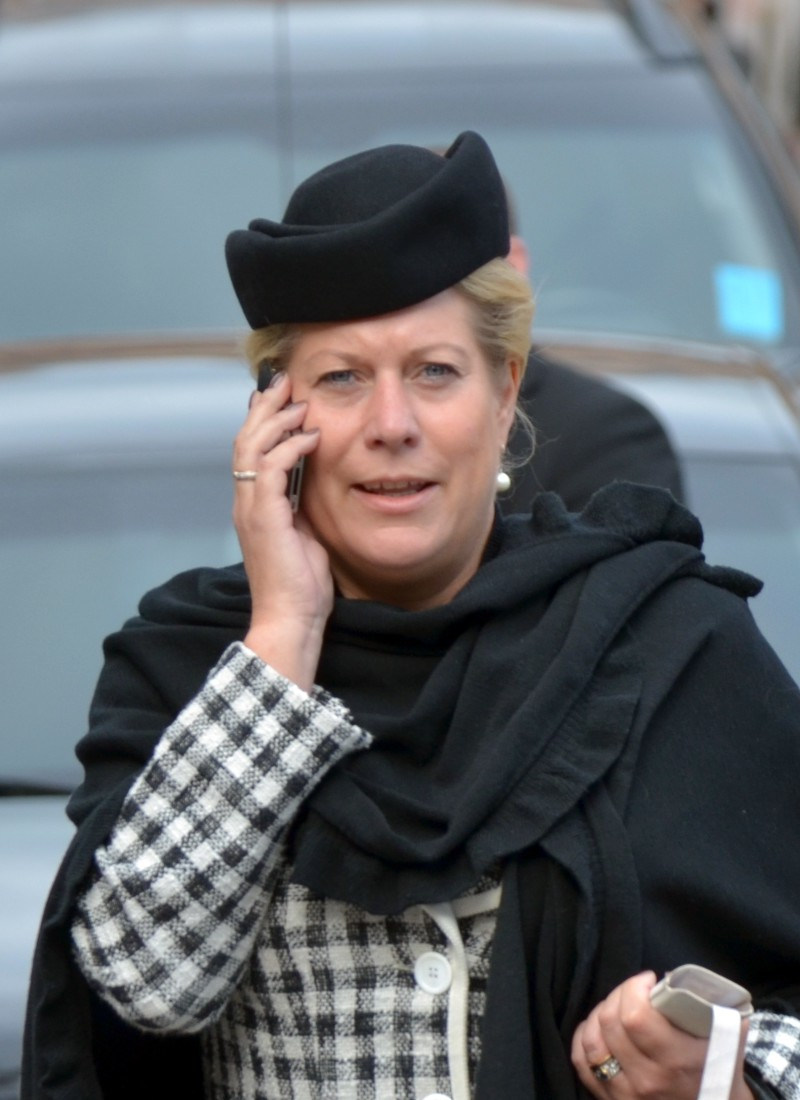
Catherina Elmsäter-Svärd (2012)

Catharina Sabine Maria Laurine Elmsäter-Svärd (* 23. November 1965 in Södertälje, Stockholms län) ist eine schwedische Politikerin der Moderata samlingspartiet (dt. Die Moderaten).

## Lebenslauf
Catharina Elmsäter-Svärd besuchte von 1981 bis 1984 das Västergårdsgymnasium und von 1984 bis 1987 die Berghs School of Communication in Stockholm. Zwischen 1986 und 1987 arbeitete sie im Inseratebereich des Södertäljekuriren. Danach war sie von 1987 bis 1994 Hoteldirektorin des Stadshotellet in Södertälje.
Bereits von 1984 bis 1986 war Elmsäter-Svärd Ombudsfrau des Moderat skolungdom, einem Verbund innerhalb der Moderata samlingspartiet. Zwischen 1994 und 1997 war sie regionale Parteichefin der Moderaten in Södertälje und wurde 1997 Abgeordnete im Schwedischen Reichstag. Von 2003 bis 2006 war sie Vorsitzende des Umwelt- und Agrarausschusses des Reichstags und von 2006 bis 2008 Vorsitzende des Arbeitsmarktausschusses. 2008 wurde sie in den Kommunalrat der Stockholms län gewählt und war zuständig für die Finanzen wie auch Vorsitzende des Rates und trat daraufhin als Abgeordnete des Reichstags zurück. Am 5. Oktober wurde Catharina Elmsäter-Svärd von Fredrik Reinfeldt zur neuen Infrastrukturministerin in seiner Regierung ernannt. Zwischen dem 29. März und dem 19. April 2012 war sie außerdem interimistische Verteidigungsministerin nach dem Rücktritt von Sten Tolgfors. 2014 erreichte sie für Schweden gemeinsam mit Frankreich die Verschiebung einer mit Sicherheitsaspekten begründeten Reform der EU-Vorschriften zu Lkw-Fahrerkabinen um acht Jahre, da die Details vage formuliert seien.
Bei der Wahl zum Schwedischen Reichstag 2014 erlangte Elmsäter-Svärd zwar wieder ein Mandat, verlor aber ihr Ministeramt, weil die Regierung Reinfeldt ihre Mehrheit verloren hatte. Sie wurde zur wirtschaftspolitischen Sprecherin ihrer Fraktion gewählt, gab aber im Dezember 2014 ihr Mandat auf und erklärte ihr Ausscheiden aus den Politik. Seit August 2017 ist sie Direktorin bei Sveriges Byggindustrier.
Elmsäter-Svärd ist verheiratet, hat zwei Kinder und lebt mit ihrer Familie in Enhörna, einem Ort am Mälaren bei Södertälje.